# Карл-Гайнц Естервіц
Карл-Гайнц Естервіц (нім. Karl-Heinz Oesterwitz; 15 березня 1914, Інсбрук — 13 червня 1999, Пульгайм) — німецький офіцер, оберстлейтенант вермахту. Кавалер Лицарського хреста Залізного хреста з дубовим листям.

## Біографія
В жовтні 1935 року вступив в 32-й піхотний полк. В жовтні 1938 року звільнився з армії. В серпні 1939 року призваний в 50-й піхотний полк. В лютому 1940 року переведений в 509-й піхотний полк. Учасник Французької кампанії. В жовтні 1940 року призначений командиром 7-ї роти 800-го навчально-будівельного полку особливого призначення. Учасник Балканської кампанії і Німецько-радянської війни. Влітку 1943 року очолив батальйон 2-го гренадерського полку «Бранденбург». Восени 1944 року призначений командиром 2-го єгерського полку «Бранденбург». Брав участь у численних диверсійних операціях в тилу радянських військ, а також у звичайних боях.

## Нагороди
- Медаль «У пам'ять 1 жовтня 1938»
- Залізний хрест
  - 2-го класу (17 січня 1940)
  - 1-го класу (16 серпня 1942)
- Штурмовий піхотний знак в сріблі
- Медаль «За зимову кампанію на Сході 1941/42»
- Нагрудний знак «За поранення» в чорному
- Нарукавна стрічка дивізії «Бранденбург»
- Німецький хрест в золоті (13 грудня 1942) — за знищення важливого моста під час наступу на Кавказ в серпні 1942 року.
- Лицарський хрест Залізного хреста з дубовим листям
  - лицарський хрест (30 квітня 1943) — за заслуги під час боїв з наступаючими радянськими військами на Західному Кавказі.
  - дубове листя (№734; 10 лютого 1945) — за заслуги під час оборони Ліцманнштадта.